# El Dorado World Tour
El Dorado World Tour fue la sexta gira mundial de la cantante y compositora colombiana Shakira. La gira fue realizada en apoyo a su undécimo álbum de estudio, El Dorado (2017) y Shakira (álbum) (2014) . Con un total de 54 espectáculos, recorrió Europa, Asia, Norteamérica y Latinoamérica. La gira comenzó el 3 de junio de 2018 en Hamburgo, Alemania y finalizó el 3 de noviembre en Bogotá, Colombia, en simultáneo con el lanzamiento del videoclip de "Nada".

## Antecedentes

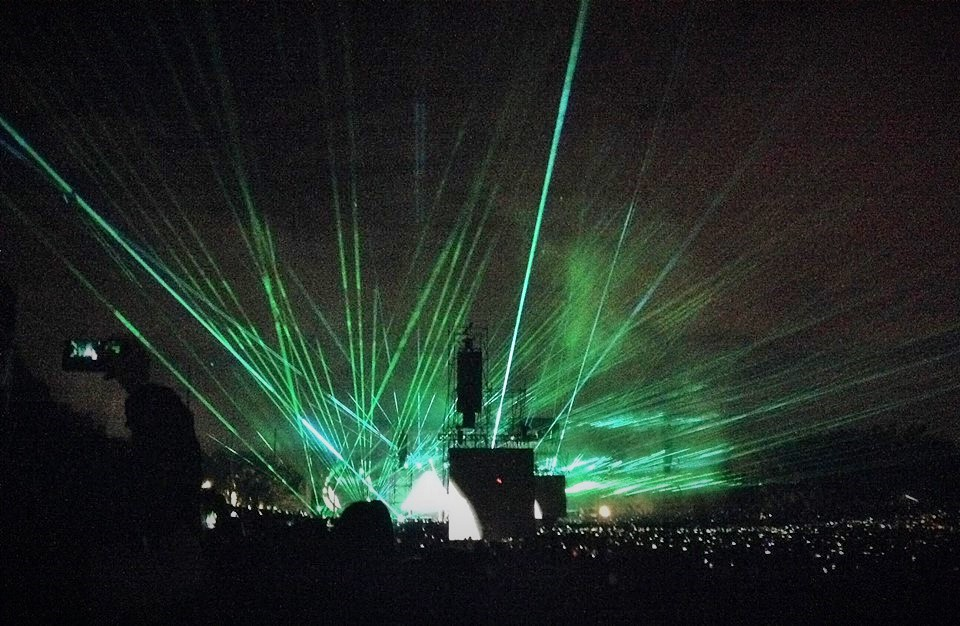
Entre lo que se destacó del show fueron sus efectos visuales de luces láser.

El 12 de mayo de 2017, la cantante lanzaba el vídeo musical para su más reciente sencillo, «Me enamoré». Aprovechando el lanzamiento, la colombiana anunció el lanzamiento de su noveno trabajo discográfico bajo el nombre, El Dorado, el cual estaba previsto para el 26 de mayo de ese mismo año. Tras el lanzamiento de su nuevo disco, Shakira confirmó en varias entrevistas que saldría de gira para promocionar su nuevo álbum. Esta gira sería la primera en 6 años después de Sale el Sol World Tour durante los años 2010 y 2011. La cantante no pudo promocionar su anterior disco homónimo debido a su inesperado segundo embarazo.
El 27 de junio de 2017, Shakira anunció en sus redes sociales las correspondientes fechas para las dos primeras etapas de la gira. La primera tomaría lugar en el continente europeo y la segunda en Norteamérica. Debido a la alta demanda de entradas, la colombiana añadió una segunda fecha en París para el 11 de noviembre y en Barcelona para el 26 de noviembre. En la etapa norteamericana, se añadió una segunda fecha en Miami para el 13 de enero de 2018. Debido a la celebración de un segundo concierto en la capital francesa, la cantante se vio obligada a posponer su concierto en Luxemburgo para el 4 de diciembre.

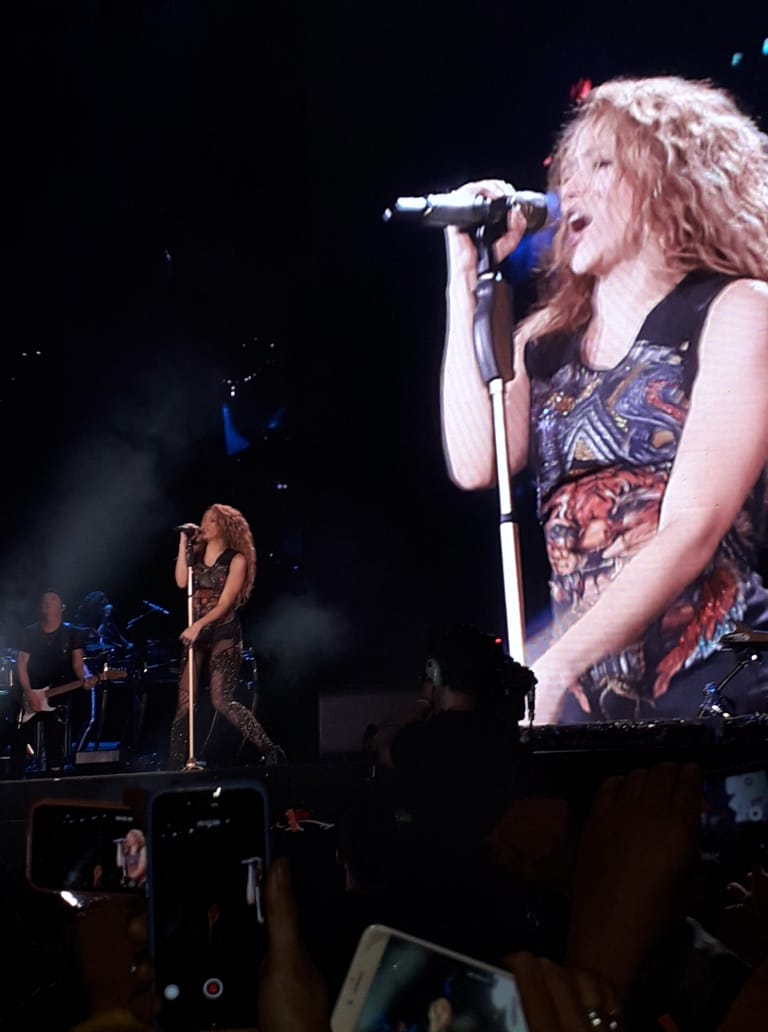
Durante el inicio del show Shakira usa su característica camiseta Balmain.

La gira iba a comenzar el 8 de noviembre de 2017 en Colonia pero el día anterior a comenzar el tour, la cantante emitió un comunicado en sus redes sociales aclarando los motivos:
"Durante mis últimos días intensos de ensayo, he forzado mis cuerdas vocales y desafortunadamente como resultado, mis doctores me han ordenado un descanso total de la voz que se prolongará unos días para evitar que se produzca un daño mayor."
Tras este comunicado, el inicio de la gira estaba previsto para el 10 de noviembre en París.
Dos días más tarde, el 9 de noviembre, a un día del inicio del tour en París, la cantante emitió un segundo comunicado en donde expresaba lo siguiente: "Desde hace varios días me encuentro enfocada en la recuperación de mis cuerdas vocales. Esperaba poder lograrlo a tiempo para cantar en París; sin embargo y con mucho pesar para mí, no ha sido posible y mis médicos me aconsejan mantenerme en descanso vocal por el momento. Sigo concentrada en mi recuperación total para poder compartirles este show que con tanta ilusión he preparado y del que me siento muy orgullosa. Estoy ansiosa por volver a los escenarios y estar al 100% para ustedes." El comunicado anunciaba además que Shakira no podría presentarse en los cuatro primeros conciertos de la gira; los cuales tomarían lugar en París, Amberes y Ámsterdam. Desde entonces, el inicio de la gira se esperaba para el 16 de noviembre en Montpellier. Un tercer comunicado fue publicado en sus respectivas redes sociales en donde decía a sus seguidores que toda la etapa europea de la gira quedaba pospuesta hasta 2018.
El inicio de la gira ya se esperaba para el 9 de enero del año siguiente en Orlando. A principios de diciembre de 2017, se informó que la cantante iba a ser operada de las cuerdas vocales por parte de algunos de los mejores médicos especializados en este ámbito y que necesitaría un gran y estricto reposo después de la intervención quirúrgica. Estos se trasladarían desde la ciudad de Boston hasta la capital catalana. El 27 de diciembre de 2017, exactamente 6 meses después del anuncio de las primeras fechas para la gira, Shakira anunció las nuevas fechas de la gira en Europa durante los meses de junio y julio, y la reprogramación de la manga norteamericana para los meses de agosto y septiembre.
El 19 de abril la cantante fue la portada de Billboard junto con Maluma, en la cual Live Nation revela que hasta ese día, había vendido 170.000 boletos para El Dorado World Tour solo en territorio estadounidense.
El 10 de mayo se anunciaron las fechas para los conciertos en América Latina, como así también un concierto en Estambul, luego de 11 años sin realizar un show en Turquía. El primer show de la etapa latinoamericana será el 11 de octubre de 2018 en el Estadio Azteca de la Ciudad de México. Debido a la gran demanda, se abrió una segunda fecha para la Ciudad de México al día siguiente de la primera fecha.

## Repertorio

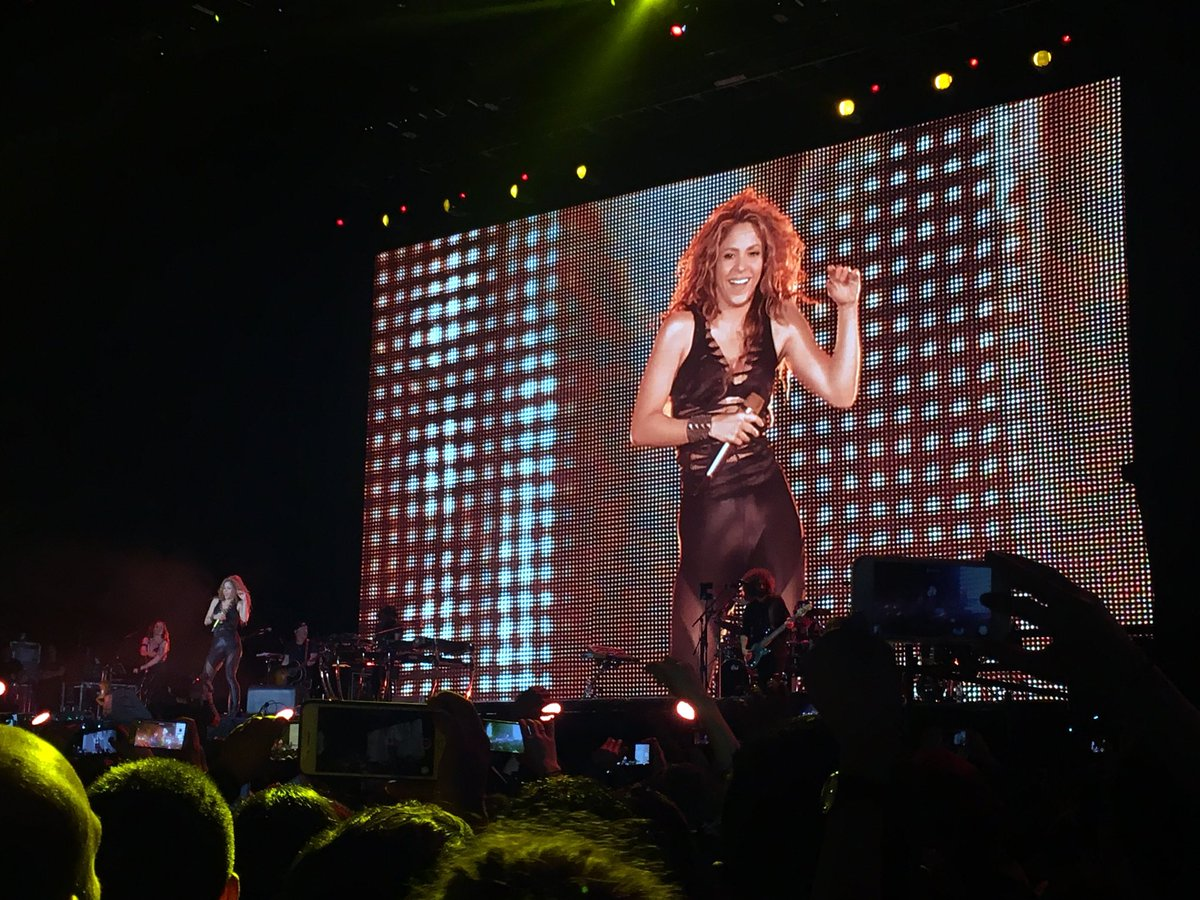
Shakira interpretando «Loca» durante el cierre de su gira en Bogotá.

El 7 de agosto de 2017, Shakira instó a sus seguidores mediante sus redes sociales a ayudarla a elegir la lista de canciones que formarán parte de su próxima gira. Dicha elección, que se llevó a cabo a través de la aplicación de mensajería instantánea Viber (empresa patrocinadora oficial del tour), fue anunciada una semana después y colocó las canciones «Loca» (Sale el sol), «Antología» (Pies descalzos) y «Underneath Your Clothes» (Servicio de lavandería) en el setlist oficial. Durante 2017 y 2018, Shakira fue publicando videos de los ensayos para la gira en su cuenta de Instagram, en los que se le vio interpretando fragmentos de «Antología», «Inevitable» (¿Dónde están los ladrones?), «Hips Don't Lie» (Oral Fixation vol. 2), «La bicicleta», «Amarillo» (ambas de El Dorado), «Dare (La La La)» (Shakira) y «Whenever, Wherever» (Servicio de lavandería).
El repertorio inicial de la gira está conformado en total por veinticuatro canciones. Dos de ellas fueron extraídas de Shakira (2014) y siete de El Dorado (2017), incluyendo los sencillos «Can't Remember to Forget You», «La La La (Brazil 2014)», «La bicicleta», «Chantaje», «Me enamoré» y «Perro fiel». Shakira quiso interpretar esta última canción en un medley junto con «El perdón» (2015), sencillo de Nicky Jam y Enrique Iglesias.
En la introducción a «Whenever, Wherever», se hace una alusión a la cultura chibcha (de la cual se desprende la leyenda de El Dorado), mientras suenan acordes de «Despedida» (El amor en los tiempos del cólera).
- En el concierto del 7 de junio en Amberes (Bélgica) Shakira cambió «Toneladas» por «Je l'aime à mourir», cover de Francis Cabrel, y versión en francés de la canción La Quiero a Morir de Song By four
- En el concierto del 9 de junio en Ámsterdam (Países Bajos) «Clandestino» fue presentada al público pero no interpretada por Shakira.
- En el concierto del 13 de junio en París (Francia) Shakira cambió «Toneladas» por «Je l'aime à mourir», cover de Francis Cabrel.
- En el concierto del 19 de junio en Luxemburgo, Shakira cambió «Toneladas» por «Je l'aime à mourir», cover de Francis Cabrel.
- En el segundo concierto del 7 de julio en Barcelona (España) Shakira interpretó «Boig per tu» después de «Amarillo».
- En el concierto del 11 de julio en Estambul (Turquía) no estuvieron las pantallas circulares, se quitó Toneladas del repertorio y por ende no hubo pasarela en «Hips Don't Lie», mismo que se repitió el 13 de julio en Bisharri (Líbano).

- En el concierto del 19 de julio en Barranquilla (Colombia), al ser solo la inauguración de los Juegos Centroamericanos y del Caribe, cantó solo 3 canciones, «Me enamoré», «Hips Don't Lie» y «La bicicleta».

- Al igual que en otras ciudades francófonas, en el concierto del 8 de agosto en Montreal (Canadá) Shakira cambió «Toneladas» por «Je l'aime à mourir», cover de Francis Cabrel.

- En el primer concierto en Bilbao Shakira cantó "La La La (Brazil 2014)" este incidente no se repitió en otras fechas en ciudades hispanohablantes alrededor de la gira ya que la artista se oía cansada y no eran las expectativas que tenían después de la prueba de sonido

| Europa, Asia, Estados Unidos, Canadá y Brasil |
| --- |
| Intro 1. «Estoy aquí» / «¿Dónde estás corazón?» 2. «She Wolf» 3. «Si te vas» 4. «Nada» 5. «Perro fiel» / «El perdón» 6. «Underneath Your Clothes» 7. «Me enamoré» 8. «Inevitable» 9. «Chantaje» 10. «Whenever, Wherever» (contiene extractos de «Despedida» y «Ojos así») 11. «Tú» 12. «Amarillo» 13. «La tortura» 14. «Antología» 15. «Can't Remember to Forget You» 16. «Loca» (versión en inglés) / «Rabiosa» 17. «La La La (Brazil 2014)» / «Waka Waka (This Time for Africa)» Encore 1. «Toneladas» 2. «Hips Don't Lie» 3. «La bicicleta» |

| Latinoamérica y España |
| --- |
| Intro 1. «Estoy aquí» / «¿Dónde estás corazón?» 2. «Loba» 3. «Si te vas» 4. «Nada» 5. «Perro fiel» / «El perdón» 6. «Underneath Your Clothes» 7. «Me enamoré» 8. «Inevitable» 9. «Chantaje» 10. «Suerte» (contiene extractos de «Despedida» y «Ojos así») 11. «Tú» 12. «Amarillo» 13. «La tortura» 14. «Antología» 15. «Can't Remember to Forget You» 16. «Loca» / «Rabiosa» 17. “La La La (Brazil 2014)» / «Waka Waka (Esto es África)» Encore 1. «Toneladas» 2. «Hips Don't Lie» 3. «La bicicleta» |

## Emisiones y Grabaciones
A diferencia de las anteriores giras de conciertos de Shakira, ni un espectáculo de El Dorado World Tour ha sido transmitido por completo en algún canal de televisión, sin embargo, pueden verse escenas extraídas en su cuenta de Instagram y YouTube, así también como fragmentos usados por medios de comunicación que son de las cámaras oficiales.
Los conciertos en la ciudad de Los Ángeles, Estados Unidos en el recinto The Forum, los días 28 de agosto y 3 de septiembre han sido los elegidos para formar parte de las imágenes del DVD del Tour. En ellos, se les ha otorgado a los fanes pulseras de luces led, que prenden y apagan.
Será lanzado los días 13 y 15 de noviembre de 2019 en premier mundial en cinemas seleccionados en todo el mundo, lleva por nombre Shakira en Concierto: El Dorado World Tour. El 16 de enero de 2020 la cantante anuncio el estreno del concierto por la señal de HBO, que será estrenado en 22 países alrededor del mundo el 31 de enero de 2020.

## Sinopsis

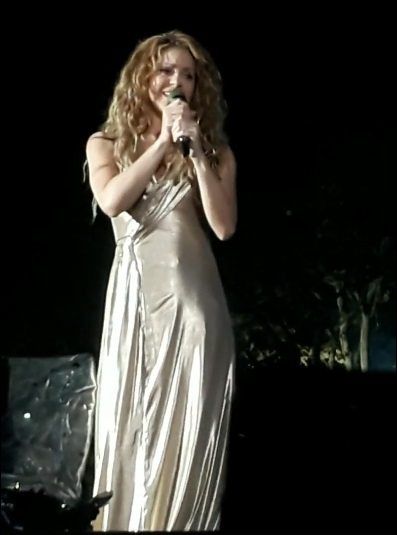
Shakira interpretando «Toneladas» durante el último concierto de la gira en Bogotá.

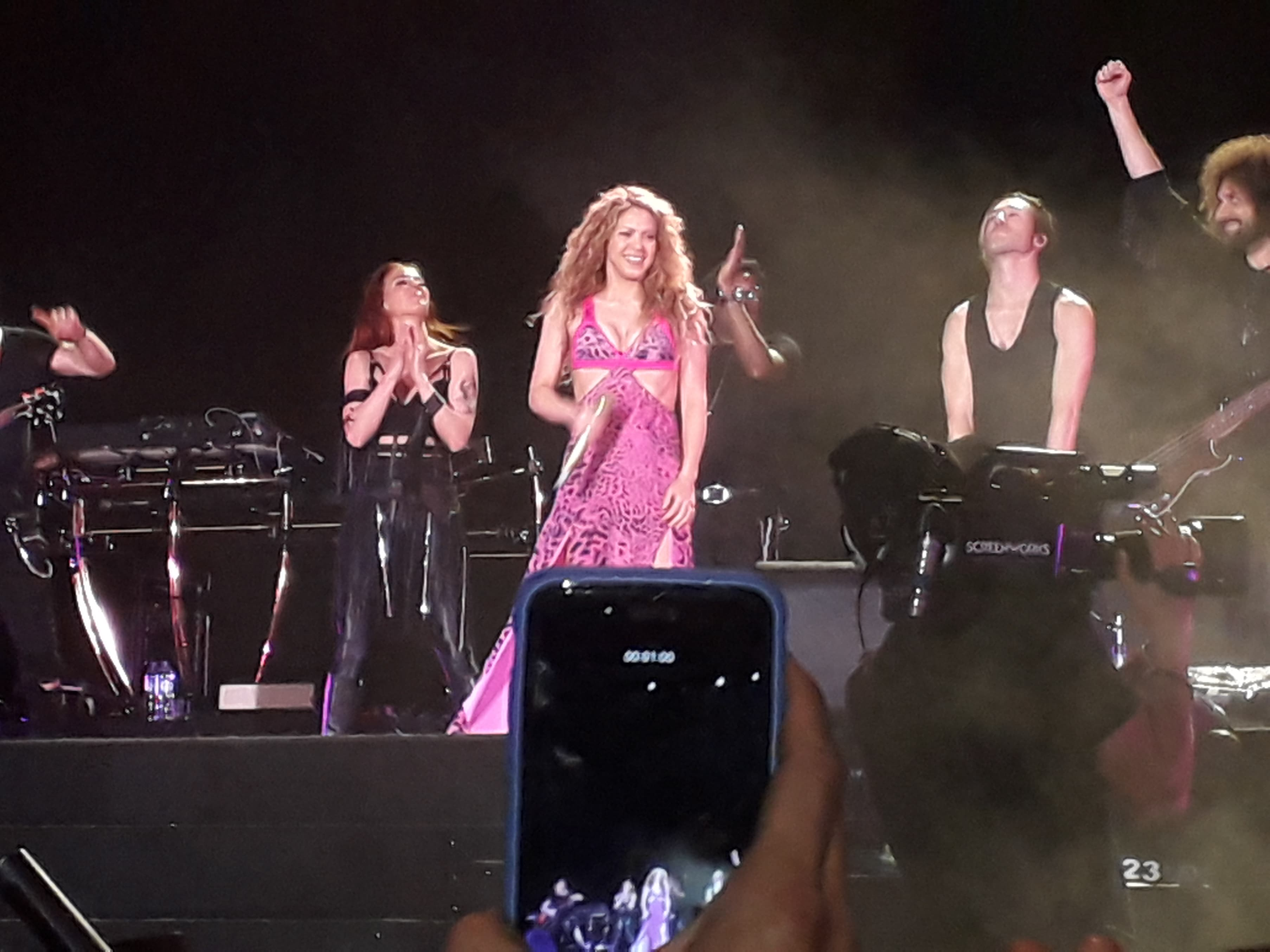
Shakira agradeciendo durante el cierre de su último show en Bogotá antes de interpretar «La bicicleta».

El espectáculo comienza con los primeros acordes de «Estoy aquí», mientras la pantalla que está totalmente negra se divide por un resplandor de color blanco mientras las pantallas laterales muestran fotos de Shakira durante toda su vida, desde que era una bebé hasta llegar a su las más recientes, tomadas para El Dorado, el escenario se ilumina y aparece la cantante, vestida con una camisa sin mangas estampada y un pantalón holgado de color negro, para interpretar un medley alusivo a su primer álbum, «Estoy aquí» y «¿Dónde estás corazón?», dan inicio al show.
Nuevamente se oscurece el escenario, se escuchan aullidos y aparece Shakira encadenada de las manos y a ritmo de tambores africanos se libera para dar inicio a «She Wolf», al finalizar saluda al público agradeciendo su presencia e inicia «Si te vas».
Antes de dar inicio a «Nada» se dirige nuevamente al público agradeciendo el apoyo en su carrera y su crisis de salud que le obligó a aplazar el inicio del tour, al culminar se escucha la melodía del chelo que caracteriza el inicio de «Perro fiel» que se intercala con un cover de «El perdón», mientras en la pantalla aparece Nicky Jam cantando los apartes correspondientes a cada canción. 
Posteriormente Shakira presenta a su banda que la acompaña desde 1999, al finalizar este interludio inicia «Underneath Your Clothes» cantada en una nueva versión con un toque pop armonizada por la batería, de inmediato se da inicio a «Me enamoré», canción dedicada al padre de sus hijos Gerard Piqué, mientras en la pantalla se muestran las letras de la canción. 
Shakira toma la guitarra para dar inicio a «Inevitable», al terminar invita a su público a jugar con la letra de «Chantaje" toma el sintetizador e interpreta la canción mientras en la pantalla principal Maluma hace apariciones repentinas cantando su colaboración; al finalizar la pantalla se oscurece y se hace un interludio alusivo a la cultura chibcha bajo los acordes de «Despedida». 
Al iniciar el siguiente acto, Shakira hace un cambio de vestuario usando una falda larga y un top con toques dorados, sale al escenario dando la espalda usando una máscara detrás de su cabeza personificando la figura de la deidad muisca Bachué, realizando la danza del vientre para así cantar «Whenever, Wherever» al finalizar se hace un interludio con imágenes de la cantante en el agua y esta sale del escenario.
Shakira regresa para interpretar «Tú» con un nuevo vestuario, pantalones holgados y una camisa larga, al terminar aplaude invitando al público a hacer lo mismo, toma una guitarra acústica y canta «Amarillo», seguido su pianista la acompaña en el escenario para cantar juntos «La tortura», Alejandro Sanz hace una aparición en pantallas cantando un fragmento de la canción.

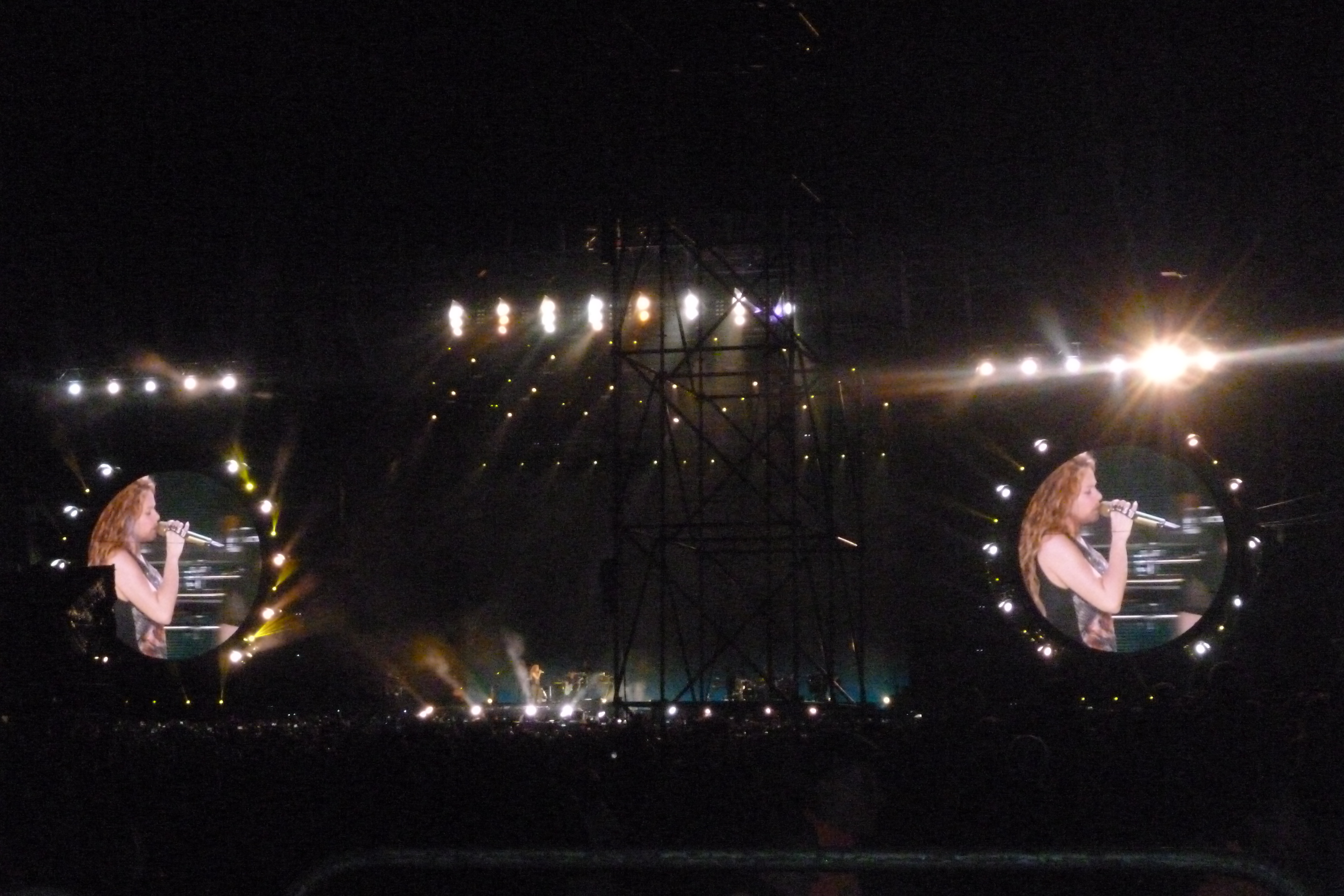
El escenario constaba de una pasarela led, una pantalla central y dos pantallas laterales circulares enmarcadas de dorado y luces.

Inicia «Antología» acompañada por cuatro de sus músicos en la punta del escenario sentados en bancos de madera, al terminar imita sonidos reggae con su boca y canta «Can't Remember to Forget You» durante la canción Rihanna hace su participación en las pantallas mientras Shakira toca la batería, continúa «Loca» y en la pantalla se muestran bailarinas de fuego imitando los movimientos de la cantante esta interpretación se mezcla con «Rabiosa», «Loca» interpretada en inglés y «Rabiosa» en español.
El escenario se ilumina de azul y se escuchan acordes alusivos a «We Will Rock You» y «La bicicleta», estos últimos tocados por la violinista en la pasarela, aparece Shakira usando una falda de plumas sobre el vestuario anterior y a ritmo de Samba baila para cantar «La La La (Brazil 2014)» mientras la acompañan cuatro de sus músicos tocando los tambores, esta se mezcla con uno de sus mayores éxitos, «Waka Waka (This Time for Africa)» ambas canciones han hecho parte de la banda sonora de la Copa Mundial de Fútbol.
Shakira se despide de su público y regresa por un costado del recinto donde se ha instalado una tarima para interpretar «Toneladas» mientras la cantante llega a este se muestran imágenes de niños alrededor del mundo que se ven enfrentados a situaciones adversas para poder llegar a sus escuelas, la intèrprete canta usando un vestido de cuerpo entero de color dorado.
La cantante se quita el vestido de color dorado para develar una falda larga rosada y un top del mismo color y camina entre el público para llegar al escenario principal e interpretar «Hips Don't Lie» al finalizar canta a capela el primer verso de «La bicicleta» y con la interpretación de este tema a dúo con Carlos Vives quien aparece en las pantallas finaliza el concierto agradeciendo al público y saliendo del escenario.

## Fechas
| Fecha (2018)    | Ciudad           | País                 | Recinto                      | Teloneros            | Entradas          | Recaudación  |
| Europa          | Europa           | Europa               | Europa                       | Europa               | Europa            | Europa       |
| --------------- | ---------------- | -------------------- | ---------------------------- | -------------------- | ----------------- | ------------ |
| 3 de junio      | Hamburgo         | Alemania             | Barclaycard Arena            | Salva                | —                 | —            |
| 5 de junio      | Colonia          | Alemania             | Lanxess Arena                | Salva                | 12,643 / 15,183   | $986,682     |
| 7 de junio      | Amberes          | Bélgica              | Sportpaleis                  | Salva                | —                 | —            |
| 9 de junio      | Ámsterdam        | Países Bajos         | Ziggo Dome                   | Salva                | —                 | —            |
| 11 de junio     | Londres          | Reino Unido          | The O2 Arena                 | Salva                | 14,119 / 17,804   | $1,203,810   |
| 13 de junio     | París            | Francia              | AccorHotels Arena            | Salva                | 29,067 / 31,701   | $2,235,262   |
| 14 de junio     | París            | Francia              | AccorHotels Arena            | Salva                | 29,067 / 31,701   | $2,235,262   |
| 17 de junio     | Múnich           | Alemania             | Olympiahalle                 | Salva                | —                 | —            |
| 19 de junio     | Esch-sur-Alzette | Luxemburgo           | Rockhal                      | Salva                | —                 | —            |
| 21 de junio     | Milán            | Italia               | Mediolanum Forum             | Salva                | —                 | —            |
| 22 de junio     | Zúrich           | Suiza                | Hallenstadion                | Salva                | 13,893 / 13,893   | $1,062,990   |
| 24 de junio     | Burdeos          | Francia              | Bordeaux Métropole Arena     | Salva                | —                 | —            |
| 25 de junio     | Montpellier      | Francia              | Sud de France Arena          | Salva                | —                 | —            |
| 28 de junio     | Lisboa           | Portugal             | Altice Arena                 | Salva                | 17,219 / 18,565   | $1,153,896   |
| 30 de junio     | Bilbao           | España               | Bizkaia Arena                | Salva                | —                 | —            |
| 1 de julio      | La Coruña        | España               | Coliseum da Coruña           | Salva                | —                 | —            |
| 3 de julio      | Madrid           | España               | WiZink Center                | Salva                | 15,810 / 15,961   | $1,510,116   |
| 6 de julio      | Barcelona        | España               | Palau Sant Jordi             | Salva                | 30,128 / 32,260   | $2,940,115   |
| 7 de julio      | Barcelona        | España               | Palau Sant Jordi             | Salva                | 30,128 / 32,260   | $2,940,115   |
| Asia            |                  |                      |                              |                      |                   |              |
| 11 de julio     | Estambul         | Turquía              | Vodafone Park                | —                    | —                 | —            |
| 13 de julio     | Bisharri         | Líbano               | Bosque de los cedros de Dios | Festival             | Festival          | Festival     |
| Latinoamérica   |                  |                      |                              |                      |                   |              |
| 19 de julio     | Barranquilla     | Colombia             | Estadio Metropolitano        | Inauguración         | Inauguración      | Inauguración |
| Norteamérica    |                  |                      |                              |                      |                   |              |
| 3 de agosto     | Chicago          | Estados Unidos       | United Center                | Salva                | 12,698 / 13,555   | $1,495,163   |
| 4 de agosto     | Detroit          | Estados Unidos       | Little Caesars Arena         | Salva                | 10,560 / 12,292   | $691,327     |
| 7 de agosto     | Toronto          | Canadá               | Scotiabank Arena             | Salva                | 13,703 / 13,703   | $1,224,134   |
| 8 de agosto     | Montreal         | Canadá               | Bell Centre                  | Salva                | 11,625 / 11,625   | $1,147,713   |
| 10 de agosto    | Nueva York       | Estados Unidos       | Madison Square Garden        | Salva                | 12,921 / 12,921   | $2,003,172   |
| 11 de agosto    | Washington D. C. | Estados Unidos       | Capital One Arena            | Salva                | 12,954 / 13,399   | $1,443,583   |
| 14 de agosto    | Orlando          | Estados Unidos       | Amway Center                 | Salva                | 11,024 / 11,024   | 1,056,389    |
| 15 de agosto    | Sunrise          | Estados Unidos       | BB&T Center                  | Salva                | 10,693 / 10,693   | $1,058,919   |
| 17 de agosto    | Miami            | Estados Unidos       | AmericanAirlines Arena       | Salva                | 23,399 / 23,399   | $2,824,054   |
| 18 de agosto    | Miami            | Estados Unidos       | AmericanAirlines Arena       | Salva                | 23,399 / 23,399   | $2,824,054   |
| 21 de agosto    | Dallas           | Estados Unidos       | American Airlines Center     | Salva                | 12,186 / 12,186   | $1,297,254   |
| 22 de agosto    | Houston          | Estados Unidos       | Toyota Center                | Salva                | 10,611 / 10,992   | $1,351,375   |
| 24 de agosto    | San Antonio      | Estados Unidos       | AT&T Center                  | Salva                | 12,967 / 13,749   | $1,417,604   |
| 26 de agosto    | Phoenix          | Estados Unidos       | Talking Stick Resort Arena   | Salva                | 11,952 / 12,048   | $1,223,755   |
| 28 de agosto    | Inglewood        | Estados Unidos       | The Forum                    | Salva                | 25,134 / 25,134   | $2,386,573   |
| 31 de agosto    | Anaheim          | Estados Unidos       | Honda Center                 | Salva                | 11,583 / 11,583   | $1,174,945   |
| 1 de septiembre | Las Vegas        | Estados Unidos       | MGM Grand Garden Arena       | Salva                | 11,233 / 11,251   | $1,213,202   |
| 3 de septiembre | Inglewood        | Estados Unidos       | The Forum                    | Salva                | [ 26 ]            | [ 26 ]       |
| 5 de septiembre | San Diego        | Estados Unidos       | Valley View Casino Center    | Salva                | 9,539 / 9,539     | $1,886,387   |
| 6 de septiembre | San José         | Estados Unidos       | SAP Center                   | Salva                | 11,514 / 11,514   | $1,351,728   |
| 7 de septiembre | San Francisco    | Estados Unidos       | Bill Graham Civic Auditorium | Festival             | Festival          | Festival     |
| Latinoamérica   |                  |                      |                              |                      |                   |              |
| 11 de octubre   | Ciudad de México | México               | Estadio Azteca               | —                    | —                 | —            |
| 12 de octubre   | Ciudad de México | México               | Estadio Azteca               | —                    | —                 | —            |
| 14 de octubre   | Guadalajara      | México               | Estadio Tres de Marzo        | —                    | —                 | —            |
| 16 de octubre   | Monterrey        | México               | Estadio Universitario        | —                    | —                 | —            |
| 18 de octubre   | Punta Cana       | República Dominicana | Hard Rock Hotel & Casino     | —                    | —                 | —            |
| 21 de octubre   | São Paulo        | Brasil               | Allianz Parque               | Cat Dealers          | 44,084 / 44,084   | $3,087,197   |
| 23 de octubre   | Porto Alegre     | Brasil               | Arena do Grêmio              | Cat Dealers          | 28,268 / 28,268   | $2.092,641   |
| 25 de octubre   | Buenos Aires     | Argentina            | Estadio Vélez Sarsfield      | Marko Silva          | —                 | —            |
| 27 de octubre   | Rosario          | Argentina            | Estadio Rosario Central      | Marko Silva          | —                 | —            |
| 30 de octubre   | Santiago         | Chile                | Estadio Nacional             | Francisca Valenzuela | 51,382 / 51,382   | $3,591,447   |
| 1 de noviembre  | Guayaquil        | Ecuador              | Estadio Alberto Spencer      | Naíza                | —                 | —            |
| 3 de noviembre  | Bogotá           | Colombia             | Parque Simón Bolívar         | Systema Solar        | —                 | —            |
| Total           | Total            | Total                | Total                        | Total                | 492,909 / 509,708 | $46,111,433  |

## Conciertos cancelados o re-programados
| Día                     | Ciudad           | País           | Recinto                    | Motivo                                                                               |
| ----------------------- | ---------------- | -------------- | -------------------------- | ------------------------------------------------------------------------------------ |
| 8 de noviembre de 2017  | Colonia          | Alemania       | Lanxess Arena              | Reprogramados para junio y julio de 2018 por problemas vocales de la cantante.       |
| 10 de noviembre de 2017 | París            | Francia        | AccorHotels Arena          | Reprogramados para junio y julio de 2018 por problemas vocales de la cantante.       |
| 11 de noviembre de 2017 | París            | Francia        | AccorHotels Arena          | Reprogramados para junio y julio de 2018 por problemas vocales de la cantante.       |
| 12 de noviembre de 2017 | Amberes          | Bélgica        | Sportpaleis                | Reprogramados para junio y julio de 2018 por problemas vocales de la cantante.       |
| 14 de noviembre de 2017 | Ámsterdam        | Países Bajos   | Ziggo Dome                 | Reprogramados para junio y julio de 2018 por problemas vocales de la cantante.       |
| 16 de noviembre de 2017 | Montpellier      | Francia        | Park&Suites Arena          | Reprogramados para junio y julio de 2018 por problemas vocales de la cantante.       |
| 17 de noviembre de 2017 | Bilbao           | España         | Bizkaia Arena              | Reprogramados para junio y julio de 2018 por problemas vocales de la cantante.       |
| 19 de noviembre de 2017 | Madrid           | España         | WiZink Center              | Reprogramados para junio y julio de 2018 por problemas vocales de la cantante.       |
| 22 de noviembre de 2017 | Lisboa           | Portugal       | Altice Arena               | Reprogramados para junio y julio de 2018 por problemas vocales de la cantante.       |
| 23 de noviembre de 2017 | La Coruña        | España         | Coliseum da Coruña         | Reprogramados para junio y julio de 2018 por problemas vocales de la cantante.       |
| 25 de noviembre de 2017 | Barcelona        | España         | Palau Sant Jordi           | Reprogramados para junio y julio de 2018 por problemas vocales de la cantante.       |
| 26 de noviembre de 2017 | Barcelona        | España         | Palau Sant Jordi           | Reprogramados para junio y julio de 2018 por problemas vocales de la cantante.       |
| 28 de noviembre de 2017 | Lyon             | Francia        | Halle Tony Garnier         | Cancelado por problemas vocales de la cantante.                                      |
| 30 de noviembre de 2017 | Múnich           | Alemania       | Olympiahalle               | Reprogramados para junio y julio de 2018 por problemas vocales de la cantante.       |
| 1 de diciembre de 2017  | Zúrich           | Suiza          | Hallenstadion              | Reprogramados para junio y julio de 2018 por problemas vocales de la cantante.       |
| 3 de diciembre de 2017  | Milán            | Italia         | Mediolanum Forum           | Reprogramados para junio y julio de 2018 por problemas vocales de la cantante.       |
| 4 de diciembre de 2017  | Esch-sur-Alzette | Luxemburgo     | Rockhal                    | Reprogramados para junio y julio de 2018 por problemas vocales de la cantante.       |
| 9 de enero de 2018      | Orlando          | Estados Unidos | Amway Center               | Reprogramados para agosto y septiembre de 2018 por problemas vocales de la cantante. |
| 11 de enero de 2018     | Sunrise          | Estados Unidos | BB&T Center                | Reprogramados para agosto y septiembre de 2018 por problemas vocales de la cantante. |
| 12 de enero de 2018     | Miami            | Estados Unidos | AmericanAirlines Arena     | Reprogramados para agosto y septiembre de 2018 por problemas vocales de la cantante. |
| 13 de enero de 2018     | Miami            | Estados Unidos | AmericanAirlines Arena     | Reprogramados para agosto y septiembre de 2018 por problemas vocales de la cantante. |
| 16 de enero de 2018     | Washington D. C. | Estados Unidos | Capital One Arena          | Reprogramados para agosto y septiembre de 2018 por problemas vocales de la cantante. |
| 17 de enero de 2018     | Nueva York       | Estados Unidos | Madison Square Garden      | Reprogramados para agosto y septiembre de 2018 por problemas vocales de la cantante. |
| 19 de enero de 2018     | Montreal         | Canadá         | Bell Centre                | Reprogramados para agosto y septiembre de 2018 por problemas vocales de la cantante. |
| 20 de enero de 2018     | Toronto          | Canadá         | Air Canada Centre          | Reprogramados para agosto y septiembre de 2018 por problemas vocales de la cantante. |
| 22 de enero de 2018     | Detroit          | Estados Unidos | Little Caesars Arena       | Reprogramados para agosto y septiembre de 2018 por problemas vocales de la cantante. |
| 23 de enero de 2018     | Chicago          | Estados Unidos | United Center              | Reprogramados para agosto y septiembre de 2018 por problemas vocales de la cantante. |
| 26 de enero de 2018     | Houston          | Estados Unidos | Toyota Center              | Reprogramados para agosto y septiembre de 2018 por problemas vocales de la cantante. |
| 28 de enero de 2018     | Dallas           | Estados Unidos | American Airlines Center   | Reprogramados para agosto y septiembre de 2018 por problemas vocales de la cantante. |
| 29 de enero de 2018     | San Antonio      | Estados Unidos | AT&T Center                | Reprogramados para agosto y septiembre de 2018 por problemas vocales de la cantante. |
| 1 de febrero de 2018    | Inglewood        | Estados Unidos | The Forum                  | Reprogramados para agosto y septiembre de 2018 por problemas vocales de la cantante. |
| 3 de febrero de 2018    | Phoenix          | Estados Unidos | Talking Stick Resort Arena | Reprogramados para agosto y septiembre de 2018 por problemas vocales de la cantante. |
| 6 de febrero de 2018    | Anaheim          | Estados Unidos | Honda Center               | Reprogramados para agosto y septiembre de 2018 por problemas vocales de la cantante. |
| 7 de febrero de 2018    | San José         | Estados Unidos | SAP Center                 | Reprogramados para agosto y septiembre de 2018 por problemas vocales de la cantante. |
| 9 de febrero de 2018    | San Diego        | Estados Unidos | Valley View Casino Center  | Reprogramados para agosto y septiembre de 2018 por problemas vocales de la cantante. |
| 10 de febrero de 2018   | Las Vegas        | Estados Unidos | MGM Grand Garden Arena     | Reprogramados para agosto y septiembre de 2018 por problemas vocales de la cantante. |
| 29 de agosto de 2018    | Inglewood        | Estados Unidos | The Forum                  | Reprogramado al 3 de septiembre por enfermedad de la artista                         |

## Premios
- El Dorado World Tour ganó la categoría "Best Latin Tour" en los Pollstar Awards.